# Gaspard le Roux
Gaspard le Roux (* um 1660 in Paris; † 1707 ebenda) war ein französischer Cembalist und Komponist des Barocks.

## Leben
Das Wenige, was von Gaspard le Roux überliefert ist, sind eine Erwähnung in einer Liste angesehener Professoren in Paris und eine einzige Sammlung von 41 Suiten für ein oder zwei Cembali, die im Jahr 1705 bei Estienne Roger in Amsterdam erschien. Die Stücke sind etwa 10 Jahre vorher entstanden. Im Vorwort äußerte sich le Roux, dass ein Druck nötig sei, weil so viele fehlerhafte Abschriften kursierten. Diese Sammlung, die Pièces de Clavessin, fügten sich zu jenen von Jean-Henri d’Anglebert und François Couperin in die französische Tradition ein und bilden ohne Zweifel das wichtigste Cembalo-Buch zwischen den beiden anderen Komponisten. Johann Gottfried Walther kopierte etwa die Hälfte der Sammlung und erwähnte le Roux in seinem Musicalischen Lexicon von 1732.
Darüber hinaus sind lediglich eine einzige Motette (Thuris odor) und eine 1701 beim Verleger Tessier in einem Recueil d’airs sérieux et à boire veröffentlichte Air de Cour unter seinem Namen erhalten. Die erhaltene Vokalmusik le Roux’, ist ausschließlich der Sammlung des Abbé Sébastien de Brossard zu verdanken, der ihn als einen célèbre maître de clavessin et excellent musicien beschrieb.
Gaspard le Roux war der erste einiger weniger Komponisten des Barock, die Werke für zwei Cembali schrieben. Die meisten seiner Kompositionen sind für Cembalo solo geschrieben.